# Apanteles melpomene
Apanteles melpomene är en stekelart som beskrevs av Nixon 1965. Apanteles melpomene ingår i släktet Apanteles och familjen bracksteklar. Inga underarter finns listade i Catalogue of Life.